# Кердилион
Кердилион (Κερδύλιον όρος) — горы в Греции, на берегу залива Орфанос (Стримоникос), к западу от устья реки Стримон. Высочайшая вершина — Яници (Γιαννίτσι) высотой 1092 м над уровнем моря.
Является продолжением горной цепи Мавровуни (Дисорон) и Вертискос. Ограничивает с юга  Сересскую равнину. По горам проходит граница периферийных единиц Сере и Салоники в периферии Центральная Македония
Восточнее у устья реки Стримон находится деревня Неа-Кердилия. На южных склонах Кердилиона близ деревни Неа-Кердилия обнаружены руины древнего поселения, которые отождествляются с городом Кердилий (Κερδύλιον), колонией Аргила, основанной в последней четверти VI века до н. э.